# Jarre Live
Jarre Live — концертный альбом французского композитора Жана-Мишеля Жарра, вышедший в 1989 году, диск переиздан в 1996 году, как Destination Docklands. «Живое» выступление состоялось в Лондоне 8-9 октября 1988 года, в Доклендс — самом мрачном месте Лондона.

## Об альбоме
Концерт записан сведён и смонтирован Дени Ванзетто и Мишелем Жессом. Режиссёр видеоверсии концерта  Майк Мэнсфилд.
Специально для концерта LAG innovart были сконструированы следующие инструменты: LAG Grand central(a.k.a. LAG Buffet), который помимо клавиатуры включает в себя несколько мини-клавиш, часы, камеры, а также ударная установка, LAG Insecte(с микрофоном EMS Vocoder), LAG Circulaire(в народе именуемый «Биг бен»).
Было дано два представления так как 8 октября пошёл сильный дождь, повредивший часть инструментов и как следствие сего концерт прерывался, и в итоге был перенесён на 9 октября.

## Видеоверсия
Видеозапись концерта впервые делал Майк Мэнсфилд. И вплоть до 2000 года он был режиссёром почти всех его концертов(исключение: Europe in concert, Oxygene in Moscow).
Существует видеоверсия, немного отличающаяся от аудиоверсии. Так например некоторые реплики музыкантов были исключены из аудиоверсии, тогда, как в видео присутствуют. Также в видео варианте отсутствует композиция Computer weekend.

## Список композиций
(аудиоверсия)
1. Intruduction (Revolutions)(1:00);
2. Overture (Industrial Revolution)(3:04);
3. Industrial Revolution Part 1-2-3(5:24);
4. Magnetic Fields II(3:54);
5. Oxygene IV(3:33);
6. Computer Week-End(5:00);
7. Revolutions(3:46);
8. London Kid(4:49);
9. Rendez-Vous IV(4:16);
10. Rendez-Vous II(8:34);
11. September(4:43);
12. The Emigrant(3:40);

(Видеоверсия)
1. Introduction(Revolutions);
2. Industrial revolution(Ouverture);
3. Industrial revolution: part 1-2-3;
4. Magnetic fields 2;
5. Oxygene IV(3:33);
6. Revolutions(3:46);
7. London Kid(4:49);
8. Rendez-Vous IV(4:16);
9. Rendez-Vous II(8:34);
10. September(4:43);
11. The Emigrant(3:40);

## Музыканты, принимавшие участие в концерте
- Жан- Мишель Жарр — клавишные, синтезаторы, вокал(7);
- Доминик Перрье — синтезаторы;
- Франсис Римбер — синтезаторы;
- Сильвен Дюран — синтезаторы;
- Мишель Гейсс — синтезаторы;
- Ги Делакруа — бас — гитара, синтез — бас;
- Джо Хаммер — ударные;
- Дино Ламброзо — перкуссия;
- Кристин Дюран — вокал-сопрано.
- Мирей Помбо и хор из Мали — вокал(11);
- Хэнк Марвин — гитара в London kid и Rendez-Vous IV;
- Кудси Эргюнер — флейта в Revolutions.